# Sandra Nkaké
Sandra Nkaké (Yaoundé, 15 november 1973) is een Frans-Kameroense actrice en zangeres.

## Biografie

### Jonge jaren
Sandra Nkaké werd geboren op 15 november 1973 in Yaoundé, Kameroen, waar ze haar jonge jaren doorbracht. Op 11-jarige leeftijd verhuisde ze naar Parijs met haar moeder, Lucie-Mami Noor Nkaké, die vervolgens bij Unesco ging werken voordat ze bij uitgeverij Présence Africaine kwam.
Al heel vroeg was de jonge Nkaké gepassioneerd door alle muziek, vooral Prince die ze als tiener ontdekte. Ze wilde echter lerares Engels worden en studeerde in Parijs aan de Sorbonne. Toen ze 20 was, richtte ze haar aandacht op het theater, deed ze auditie voor een rol en werd actrice. Nkaké maakte haar debuut in The Crucible in 1994, geregisseerd door Thomas Ledouarec. Het jaar daarop had ze een rol in Le Dindon.

### Carrière

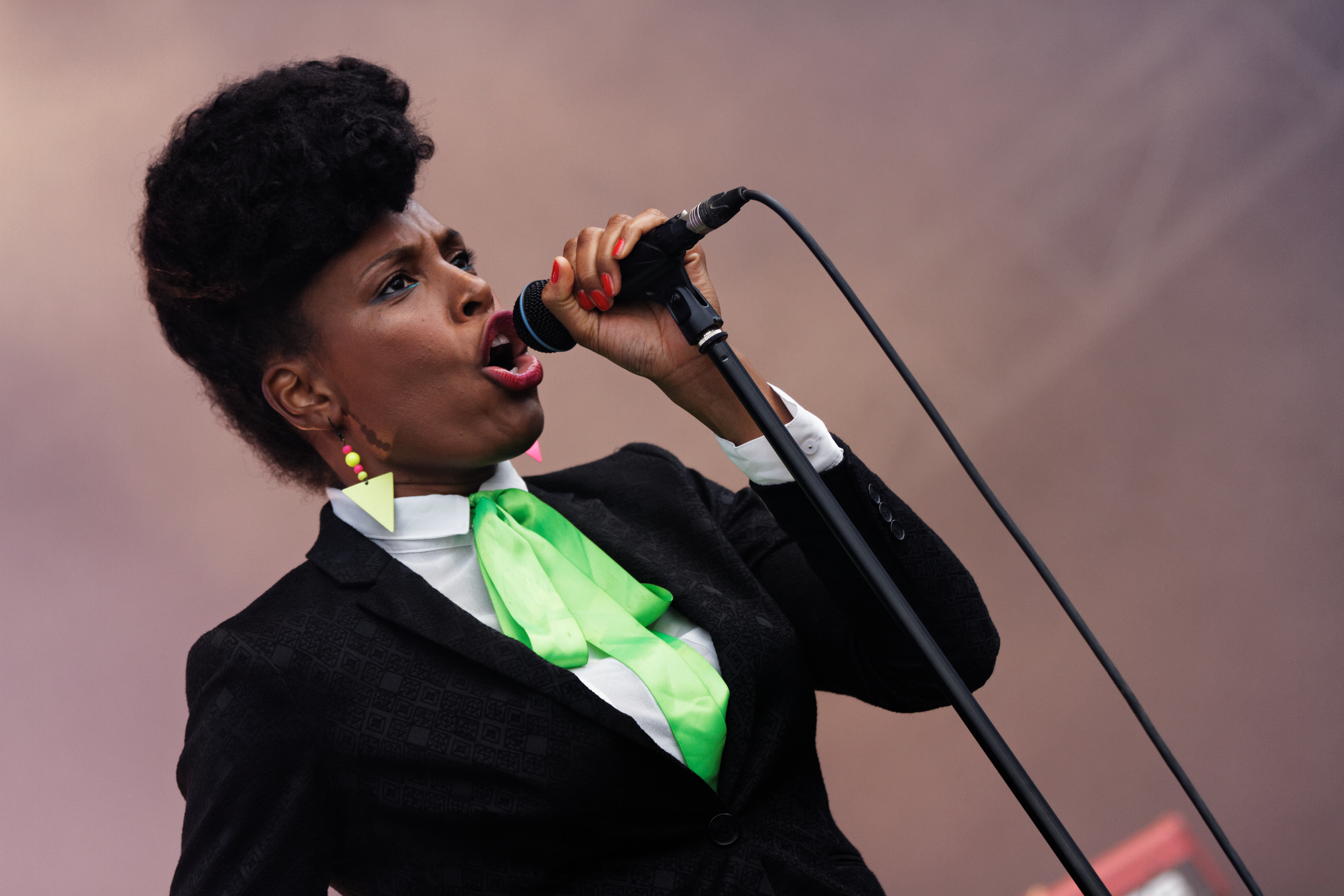
Nkaké op het Festival du Bout du Monde 2013

Nkaké maakte haar filmdebuut in Les Deux Papas et la Maman in 1996, geregisseerd door Jean-Marc Longval. Verschillende films en tv-films volgden, maar Nkaké bleef ook gefocust op haar muziekcarrière. In 1996 nam ze samen met Hélène Noguerra deel aan het triphopproject van Ollano. In de jaren 2000 werkte Nkaké in de studio en op het podium samen met verschillende artiesten, zoals Jacques Higelin, Daniel Yvinec en het National Jazz Orchestra, Julien Lourau en Rodolphe Burger. Ze werkte samen met Gerald Toto en David Walters voor het Urban Kreol-project.
In 2008 bracht Nkaké haar debuutalbum Mansaadi uit, waarmee ze het record ondersteunde met meer dan 200 concerten over de hele wereld, waaronder tours in Afrika en Brazilië. Ze nam een eerbetoon op aan Donny Hathaway op het album Ever After van Stéphane Belmondo uit 2011. In 2012 kwam haar tweede album Nothing for Granted uit, dat samen met haar goede vriend Ji Drû was geschreven. Dit album is uitgebracht op het platenlabel Jazz Village. Nkaké's expressieve stem maakte haar tot een vaste waarde in de Franse soulscene. Ze ontving de Frank Ténot-prijs tijdens de Victoires du Jazz-ceremonie in juli 2012. In september 2017 bracht ze haar derde album Tangerine Moon Wishes uit, dat ze als haar meest persoonlijke plaat beschouwde.

### Persoonlijk leven
Sinds 2007 woont ze in de Parijse voorstad Saint-Denis, Seine-Saint-Denis.

## Discografie
| Jaar | Titel                 | Label                       |
| ---- | --------------------- | --------------------------- |
| 2008 | Mansaadi              | Cornershop/Naïve            |
| 2012 | Nothing For Granted   | Jazz Village/Harmonia Mundi |
| 2017 | Tangerine Moon Wishes | Jazz Village                |

## Filmografie

### Films
| Jaar | Titel                   | Rol                     |
| ---- | ----------------------- | ----------------------- |
| 1996 | Les 2 papas et la maman | N/A                     |
| 1999 | La vie d'un autre       | L'infirmière qui chante |
| 2000 | The Girl                | Bu Savè                 |
| 2002 | Peau d'ange             | Mme Voght               |
| 2003 | Bienvenue au gîte       | Patrick                 |
| 2004 | Casablanca Driver       | Gina                    |
| 2005 | L'évangile selon Aîmé   | Paulette                |
| 2006 | Les amants du Flore     | Priscilla               |
| 2009 | King Guillaume          | La chanteuse de gospel  |
| 2010 | Toi, moi, les autres    | La détenue              |
| 2014 | Pas son genre           | Cathy                   |
| 2015 | La fin de la nuit       | Nanda                   |
| 2016 | Bienvenue au Gondwana   | Shanna                  |
| 2017 | Une saison en France    | Madeleine               |
| 2018 | Photo de famille        | Dominique               |

### Korte films
| Jaar | Titel              | Rol         |
| ---- | ------------------ | ----------- |
| 2003 | Dyschromie         | N/A         |
| 2004 | Dans l'ombre       | Le travesti |
| 2009 | C'est qui l'homme? | Marlène     |

### Series
| Jaar    | Titel                    | Rol             | Afleveringen   |
| ------- | ------------------------ | --------------- | -------------- |
| 2000    | Les enfants du printemps | Geneviève       |                |
| 2002    | P.J.                     | Destroy         | 1 aflevering   |
| 2006    | Préjudices               | Geraldine Potel | 1 aflevering   |
| 2014-15 | Mes chers disparus!      | Brigitte        | 6 afleveringen |